# Ивановка (Костанайская область)
Ивановка (каз. Иванов) — село в Мендыкаринском районе Костанайской области Казахстана. Входит в состав Первомайского сельского округа. Находится примерно в 12 км к югу от районного центра, села Боровского. Код КАТО — 395657300.

## Население
В 1999 году население села составляло 172 человека (85 мужчин и 87 женщин). По данным переписи 2009 года, в селе проживало 169 человек (73 мужчины и 96 женщин). По данным переписи 2021 года, в селе проживало 169 человек (82 мужчины и 87 женщин).